# Banana (遊戲)
《Banana》是一款2024年於Steam推出的免費點擊遊戲。遊戲僅包含一張香蕉的圖像以及顯示玩家點擊次數的計數器。《Banana》由四人組成的開發小組製作，基本上是另一款點擊遊戲《Egg》的模仿品。遊戲會定期的給予玩家造型隨機的香蕉，這些物品可在Steam的社群市集上自由銷售和購買。雖然大多數的香蕉物品售價僅不到幾美分，但一些較為稀有的香蕉可以賣到更高的價格，已知的最高成交價達到1,378.58美元。遊戲已引發爭議，一些評論認為其純屬詐騙。

## 遊玩方式
進入遊戲玩家會看到一個顯示玩家點擊次數的計數器，以及一張放置在綠色背景上的香蕉圖像。當玩家開啟遊戲滿一分鐘後便會解鎖一項名為「Click」（點擊）的成就。如此低的游戏性實際上是為了引導玩家將注意力移動到遊戲中的香蕉物品上。藉由其內建的「物品掉落系統」，玩家只要在遊戲開啟期間每隔三小時就能獲取一根普通香蕉，每18小時就能獲取一根稀有香蕉。因此玩家只要遊玩遊戲一分鐘，之後便會定時收到遊戲贈送的香蕉物品；反之，不斷的點擊香蕉除了不會給玩家帶來任何實際效果，還會導致計時器重制，令玩家要花更久時間等待下一根香蕉掉落。香蕉的造型各式各樣，並可在Steam社群市集上自由銷售和購買。

## 發布與反響
遊戲於2024年4月23日透過Steam發布。它由四人組成的國際開發小組製作，基本上是模仿另一款點擊遊戲《Egg》。在《Egg》中，除了玩家的點擊對象被換成一顆蛋以外，其他特性（如定期掉落Steam物品，包括有著不同外皮的香蕉）都與《Banana》相同。其中一名遊戲開發者形容《Banana》是「一款十分愚蠢的遊戲，《Egg》的複製品甚至更糟。」（"pretty much a stupid game, a copy of Egg but way worse."）
通常一根香蕉的價格只要價幾美分，但有些香蕉已以數百美元的金額售出。譬如，一項名為特殊黃金香蕉的物品已在Steam市集上以1,378.58美元售出，為遊戲中記錄之最高物品成交價格。遊戲被開發小組描述為一個「無限的金錢漏洞」。雖然是免費遊戲，《Banana》有線上物品商店販賣五種不同外觀的香蕉物品，每根要價25美分。遊戲所生成的香蕉物品被拿來與非同質化代幣（NFT）作比較，儘管因缺乏区块链而有所不同。由於其遊玩方式極為簡單，電腦資源占用率很低，一些玩家透過同時使用多個分身帳號的方式來達到利益極大化。
遊戲的玩家數在發行初非常少，在發布第一週不超過300個玩家。在2024年5月底，遊戲超過三萬名活躍玩家同時在線，成為前47大最多人遊玩的Steam遊戲。從6月開始，遊戲已達到141,000個玩家同時在線的成績。這個數字在下週後巨幅增加，於6月10日達到250,000個玩家同時在線。然而，機器人是導致玩家人數膨脹的主要原因，主要開發者表示在6月初的時候有約三分之二的玩家是機器人，但之後機器人的數量不但沒有減低，反而是每天增加，並表示已聯繫平台商Valve研擬解決機器人玩家的方法。在6月14日，同時上線的玩家達到420,000人，並在隔日進一步上升到700,000人，成為Steam上第二最多人遊玩的遊戲（僅次於《反恐精英2》）。
自從遊戲在Steam爆紅以來已引起爭議。在每次的物品交易中，作為託管平台的Steam和遊戲開發人員都會抽取一部份的金額作為手續費。一些評論員指控遊戲藉此實行詐騙，但被開發人員否認。《IGN》的卡洛斯·莫拉萊斯（Carlos Morales）在一篇專文中稱，遊戲「嚴格上不是詐騙」，而是「人為的為沒有用的數位商品創造經濟」，並指出這類遊戲對Steam與遊戲創作者來說都是有利的。